# Ludolph Christian Treviranus
Ludolph Christian Treviranus (Brema, 18 settembre 1779 – Bonn, 6 maggio 1864) è stato un botanico e biologo tedesco.

## Biografia
È fratello del naturalista Gottfried Reinhold Treviranus (1776-1837). Treviranus si iscrisse in medicina nel 1789 all'Università di Jena, dove seguì anche il corso di botanica tenuto da August Batsch e quelli di filosofia tenuti da Friedrich Schelling e Johann Gottlieb Fichte, conseguendo il dottorato in medicina nel 1801. Divenne dapprima terzo professore di medicina al Bremen lyceum nel 1807; in seguito ebbe la nomina a professore di Scienze naturali a Rostock (1812, professore di botanica e direttore dell'orto botanico di Breslavia (1816). Nel 1830, infine, fu nominato professore di botanica a Bonn, dove ebbe come collega Theodor von Esenbeck, e direttore del locale orto botanico.
Nella prima fase della sua attività di ricerca si è occupato soprattutto di fisiologia vegetale e di anatomia vegetale, più tardi di Tassonomia. È noto per aver elaborato l'ipotesi che le cellule fossero separabili in unità individuali da un tessuto intracellulare ("Interzellularraum"), una tappa importante per l'elaborazione della teoria cellulare. Scoprì l'epidermide. Studiò infine il ruolo dei composti chimici nello sviluppo delle piante.

### Opere (selezione)
- Physiologie der Gewächse, A. Marcus, due volumi, 1835-1838 vol. I , vol. II
- Die Anwendung des Holzschnittes zur Biolichen Darstellung von Pflanzen, 1855.
- Ludolph Christian Treviranus, Symbolarum phytologicarum, quibus res herbaria illustratur, scripsit Ludolphus Christianus Treviranus, Gottingae: Sumtibus Dieterichianis, 1831
- Ludolph Christian Treviranus, De ovo vegetabili ejusque mutationibus observationes recentiores, Typis Universitatis, 1828
- Beyträge zur Pflanzenphysiologie, H. Dieterich, 1811
- Gottfried Reinhold Treviranus e Ludolph Christian Treviranus, Zeitschrift für Physiologie: In Verbindung mit mehreren Gelehrten, Untersuchungen über die Natur des Menschen, der Thiere und der Pflanzen, August Osswald, 1827

#### Opere tradotte
- Memoria del Signor G.R. Treviranus sopra dei vasi e del sugo organizzatore dei vegetabili traduzione del Professore Luigi Configliachi, Padova, nella Tipog. del Seminario, 1822, SBN PUVE026919.

| Trevir. è l'abbreviazione standard utilizzata per le piante descritte da Ludolph Christian Treviranus. Consulta l'elenco delle piante assegnate a questo autore dall'IPNI. |